# Туше (спортско рвање)
Туше (спортско рвање) (у енглеском језику Pin) је стручни израз који се користи за ситуацију када рвач који је на земљи додирне објема плећкама земљу, а што значи да је побјеђен. Туше завршава меч без обзира када се догоди. Ситуације које су скоро па туше, али из било ког разлога не испуњавају критеријуме – на примјер, да имате само једно раме спуштено или да је рвач који се брани блокиран у вратном мосту – награђују се тачкама изложености (у колегијалном рвању, познате као тачке скорог пада или бек поена) како би подстакли рваче да ризикују да би покушали да прибадају своје противнике

## Услови

### Грчко-римски и слободни стил
У рвању грчко-римским и слободним стилом, два рамена одбрамбеног рвача морају бити држана довољно дуго притиснута за под да судија „посматра потпуну контролу пада (туше)“ (обично у распону од пола секунде до отприлике једне или двије секунде). Тада се или судија или председник струњаче слажу са судијом да је дошло до тушеа. (Ако судија не назначи туше, а туше је валидан, судија и председавајући струњаче се могу сагласити и објавити туше.) У Сједињеним Америчким Државама, за дејчје одјељење слободног стила и грчко-римског рвања, који укључује рваче узраста од 8 до 14 година на такмичењима под покровитељством USA Wrestling, туше мора бити одржан двије секунде.

## Технике у партеру[3]

### Полунелзон (јарам)
У полунелзону, рвач који напада је изнад противника на земљи са оба рвача лицем надоле; полунелзон се може користити за преокретање противника. Рука нападача је споља гурнута испод рамена противника, а преко и иза противничког врата. Рука нападача подиже противниково раме док нападачева рука притиска његов врат; истовремено нападач вози напред окомито на тијело противника да би га преврнуо на леђа. Са противником на леђима и нападачем окомитим на њега прса на прса, нападач затеже руку око противничког врата, често такође контролишећи доњи дио тијела противника тако што закачи слободну руку у противничко међуножје или око блиске или удаљене бутина.

### Дупли нелзон (дупли јарам)
У трочетвртинском нелзону, једна рука поново иде испод противничког рамена и иза његовог врата да би је притиснула, али поред тога друга рука нападача иде испод тијела противника са исте стране, преко тијела на другу страну врат, и на другу страну врата да закључате првом руком иза врата и притисните надоле. Поново нападач вози напријед да преврне противника; када се то постигне, нападач може да се претвори у полунелзон или, ако је нога нападача закачена иза противничког колена, дупли нелзон може да се задржи да би постигао туше.

### Прасац - малац
Прасац - малац (колијевка) је покрет у коме нападач изводи колијевку тако што једном руком хвата врат свог противника, а лакат друге руке обавија иза кољена противника. Рвач затим спаја обе руке заједно, гурајући колено противника према његовом лицу, и преврће противника на леђа. Закачена нога може бити или ближа нога („колијевка са блиске стране“) или далека нога („колијевка са друге стране“).

### Дизање руком подлактицом
У овом потезу, горњи рвач, одмах лијево од противника, лијевом руком хвата лијеви лакат противника, стављајући десну руку на струк испред десног кука. Брзо је извукао лијеву руку док је још увек држи. Гура га тијелом надоле, користећи десно кољено да га гура напријед и ван равнотеже. Затим десном руком хвата свој десни зглоб и повлачи га ка споља. Његов стомак је сада доле на простирци, а ноге равне. Нападач је изнад противника са грудима неколико центиметара изнад леђа. Нападачево лијево кољено издржава већину сопствене тјелесне тежине. Десна нога нападача је испружена између његових ногу са стопалима на поду. Нападач савија зглоб, а затим затвара противничку лијеву руку унутар лијевог лакатног зглоба нападача. Са грудима нападача на лијевом лакту противника, он користи тијело да гурне лијево раме у уво, користећи објае ноге као полугу. Полако помјера стопала у положај за ходање док је у чучњу, хода у круг и преврће противника на леђа без опуштања руку. Туше завршава тако што се нападач ослања на кољена са грудима ка поду.